# Så'n er vi
Så'n er vi er det første studiealbum af Hiphop gruppen Hvid Sjokolade, udgivet i 1996 af Scandinavian Records. Albummet blev genudgivet på en remasteret version i 2006.

## Trackliste
Alle sange er skrevet af Mesta Lasse og Onkel Tom.
| #   | Titel | Længde |
| --- | --- | ------ |
| 1.  | "Intro" | 1:16   |
| 2.  | "Vi har Fånken" | 3:47   |
| 3.  | "Det' en Sjokoting" | 5:10   |
| 4.  | "Penge" | 4:10   |
| 5.  | "Jeg vil ha' Dig" | 5:29   |
| 6.  | "Hvad kan Jeg Blive" | 5:39   |
| 7.  | "Pikken i Hånden" | 5:11   |
| 8.  | "Bajerne forvandler Mig" | 5:16   |
| 9.  | "Mer' end Hva' du Ser" | 4:16   |
| 10. | "Jo hårdere De Kommer" | 3:30   |
| 11. | "Skyd Dem Op" | 4:49   |
| 12. | "Hvem er det Der Banker? (Featuring. Klart Dér!, Joker Jay, Humleridderne, Per Vers, Isbjerg, Kølig Kaj, Malk de Koijn, Jimmiee & DJ Pladespiller)" | 8:06   |

- "Hvem er det Der Banker?" er dog forfattet af samtlige medvirkende rappere.

## Medvirkende

### Musikere
- Tyde – oplæser på "Intro"
- Carsten Bentzen – sang på "Det' en Sjokoting", "Pikken i Hånden" og "Skyd Dem Op"
- Trykmesteren – pornostemme på "Jeg vil ha' Dig"
- Mirah – sang på "Jeg vil ha' Dig"
- Anita – sagsbehandler på "Hvad kan Jeg Blive"
- Sidse Smedegaard – sang på "Pikken i Hånden"
- Britt – sur pige på "Pikken i Hånden"
- Tobias – sur stodder og bartender på "Bajerne forvandler Mig"

### Produktion
- Producer – Hvid Sjokolade
- Teknikker og co-producer – Saqib
- Coverfoto – Brummer
- Covertegninger – CMP
- Cover design – Ravn & Rønne
- Komponist – DJ Nage